# Haryana
|  | No s'ha de confondre amb Hariana. |

Haryana és un estat de l'Índia. Limita amb Himachal Pradesh i Punjab al nord, Rajasthan al sud i Uttar Pradesh a l'oest. La seva població és de 21.082.289 habitants (2005) i la superfície de 42.212 km². La major part de l'estat està formada per la plana del Yamuna i el Ghaggar; al nord-est hi ha les muntanyes Shivalik i al sud-oest zones semidesèrtiques; al sud hi ha la serralada dels Aravalli. Els rius principals són el Yamuna i el Ghaggar. L'antic riu Saraswati avui ha desaparegut. A prop d'on estava aquest corre el Chitang. Altres rius són el Markanda (antic Aruna) que desaigua al llac Sanisa. El Tangri és un afluent del Ghaggar. El Sahibi és afluent del Yamuna. El Indori, Dohan i Kasavatique corren de nord a sud, afecten la zona de les muntanyes Mewat. El 91% de la població parla hindi, el 7,1% punjabi i l'1,6% urdú. La immensa majoria és hindú de religió.

## Administració
Està dividit en quatre divisions, 21 districtes, 47 subdivisions, 67 tehsils, 45 subtehsils i 116 blocs de desenvolupament. Hi ha un total de 81 ciutats i 6.759 pobles. Les divisions i els seus districtes són:
- Divisió d'Ambala
  - Districte d'Ambala
  - Districte de Kaithal
  - Districte de Kurukshetra
  - Districte de Panchkula
  - Districte de Yamuna Nagar
- Divisió de Gurgaon
  - Districte de Faridabad
  - Districte de Palwal
  - Districte de Gurgaon
  - Districte de Mahendragarh
  - Districte de Mewat
  - Districte de Rewari
- Divisió d'Hisar
  - Districte de Bhiwani
  - Districte de Fatehabad
  - Districte d'Hisar
  - Districte de Jind
  - Districte de Sirsa
- Divisió de Rohtak
  - Districte de Jhajjar
  - Districte de Karnal
  - Districte de Panipat
  - Districte de Rohtak
  - Districte de Sonipat

## Història
El seu nom derivaria d'Hari (verd) reminiscència de quan era un territori extremament fèrtil. A finals del segle xviii era realment terra de ningú quan se'n va apoderar l'aventurer irlandès George Thomas, que posseïa Jhajjar en feu dels marathes, aliat als bhattis, en contra dels sikhs i els marathes; es va apoderar de part del territori de Kanhari i va assolar Haryana fins al Ghaggar establint la seva capital a Hansi on va fundar una fàbrica de moneda i un arsenal. Va planejar la conquesta del Panjab i de fet va avançar fins al Sutlej (1797-1798). Considerant que estava fermament establert va construir Georgegarh i Jahazgarh, però finalment el 1801 fou derrotat per les forces del general francès Perron (successor del general De Boigne) al servei del maratha Sindhia. El general Bourquin va capturar finalment Hansi després d'un llarg setge (1801) i Thomas va haver de marxar a territori britànic però va morir pel camí (1802). El 1803 el territori va passar dels marathes als britànics i Hariana fou considerada un districte (Rohtak fou l'altra districte) i es va nomenar un governador natiu. L'autoritat efectiva britànica es va establir el 1810.
El territori va ser administrat dins les Províncies Unides d'Agra i Oudh i va passar a la província del Panjab quan es va crear el 1849, formant part del districte d'Hisar. Sota els britànics existia una comarca separada (1858) anomenada "Hariana" a l'est del districte d'Hisar amb part del districte de Rohtak i els estats de Jind i Patiala que limitava al nord per la vall del Ghaggar, a l'oest i sud-oest pels rius Bagar i Dhundauti, i el desert de Bikaner, i a l'est pel Jumna; al nord-est estava la comarca de Nardak.
El territori fou separat l'1 de novembre de 1966 per petició dels habitants del territori, de majoria lingüística hindi, oposats als sikhs de parla punjabi. Des d'aleshores és un estat de la Unió índia. L'estat fou dominat pel partit del Congrés fins al 1977 quan va pujar al poder la dretana Janata Parishad seguint al corrent predominant a tota l'Índia. El Janata aviat es va fraccionar i el Congrés va tornar al poder el 1979 fins al 1985 quan va triomfar el Janata Dal, Partit Popular (socialdemocrata); el 1987 el Janata Parishad va retornar breument al poder fins al 1989 quan es va obrir una època d'inestabilitat que es va acabar el 1991 amb el triomf del Partit del Congrés-Indira. Des del 1996 els partits regionalistes, en coalició, van dominar el govern, fins que el 2005 el Congrés va obtenir altre cop la majoria.

## Llista de governadors de l'estat
- 1966 - 1967 Dharma Vira
- 1967 - 1976 Birendra Narayan Chhakravarti
- 1976 Ranjit Singh Narula
- 1976 - 1977 Jaisukh Lal Hathi
- 1977 - 1979 Harcharan Singh Brar
- 1979 - 1980 S.S. Sandhawalia
- 1980 - 1984 Ganpatrao Devji Tapase
- 1984 - 1988 Saiyid Muzaffar Husain Burney
- 1988 - 1990 Hara Anand Barari
- 1990 - 1995 Dhanik Lal Mandal
- 1995 - 2000 Mahabir Prasad
- 2000 - 2004 Babu Parmanand
- 2004 Om Prakash Verma
- 2004 - 2009 Akhlaqur Rahman Kidwai
- 2009 - Jagannath Pahadia

## Ministres en cap
- 1 de novembre 1966 - 24 de març 1967 Bhagwat Dayal Sharma (Partit del Congrés)
- 24 de març a 21 de novembre 1967 Rao Birendra Singh
- 21 de novembre 1967 - 21 de maig 1968 Govern presidencial
- 21 de maig 1968 - 7 de desembre 1975 Bansi Lal (Partit del Congrés)
- 7 de desembre 1975 - 21 de maig 1977 Banarsi Das Gupta (Partit del Congrés-Indira)
- 21 de maig 1977 - 28 de juny 1979 Devi Lal (Janata Parishad = Associació Popular)
- 28 de juny 1979 - 5 de juliol 1985 Bhajan Lal (Partit del Congrés)
- 5 de juliol 1985 - 19 de juny 1987 Bansi Lal (segona vegada) (Janata Dal)
- 19 de juny 1987 - 17 de juliol 1987 Govern presidencial
- 17 de juliol 1987 - 2 de desembre 1989 Devi Lal (segona vegada) (Janata Parishad = Associació Popular)
- 2 de desembre 1989 - 22 de maig 1990 Om Prakash Chautala (Janata Dal)
- 22 de maig 1990 - 12 de juliol 1990 Banarsi Das Gupta (segona vegada) (Partit del Congrés)
- 12 de juliol 1990 - 17 de juliol 1990 Om Prakash Chautala (segona vegada) (Janata Dal)
- 17 de juliol 1990 - 22 de març 1991 Hukam Singh
- 23 de març 1991 - 6 d'abril 1991 Om Prakash Chautala (tercera vegada) (Janata Dal)
- 6 d'abril 1991 - 23 de juliol 1991 Govern presidencial
- 23 de juliol 1991 - 11 de maig 1996 Bhajan Lal (segona vegada) (Partit del Congrés-Indira)
- 11 de maig 1996 - 24 de juliol 1999 Bansi Lal (tercera vegada) Haryana Vikas Party (Partit del Desenvolupament d'Haryana regionalista, que va existir del 1996 al 2004, i es va integrar al Partit del Congrés)
- 24 de juliol 1999 - 5 de març 2005 Om Prakash Chautala (quarta vegada) Indian National Lok Dal (Partit Popular Nacional de l'Índia, regionalista)
- 5 de març 2005 - Bhupinder Singh Hooda (Partit del Congrés)